# Вилла-Сант-Антонио
Вилла-Сант-Антонио (итал. Villa Sant'Antonio) — коммуна в Италии, располагается в регионе Сардиния, в провинции Ористано.
Население составляет 454 человека (2008 г.), плотность населения составляет 24 чел./км². Занимает площадь 19 км². Почтовый индекс — 9080. Телефонный код — 0783.
Покровителем коммуны почитается святой Антоний Великий, празднование 17 января.

## Демография
Динамика населения:

## Администрация коммуны
- Официальный сайт: http://www.comune.villasantantonio.or.it/